# SM Tb XXXIV
SM Tb XXXIV (SM Tb 44) – austro-węgierski torpedowiec z końca XIX wieku, jednostka prototypowa typu Tb XXXIV. Okręt został zwodowany w marcu 1889 roku w niemieckiej stoczni Schichau w Elblągu, po czym wszedł do służby w Kaiserliche und Königliche Kriegsmarine w 1889 roku. W 1910 roku oznaczenie jednostki zmieniono na Tb 44. Okręt został wycofany ze służby w marynarce w 1912 roku, a następnie został przekazany Armii, w której używany był jako tender pod nazwą „Mamula”.

## Projekt i budowa
SM Tb XXXIV był prototypowym torpedowcem zamówionym w Niemczech; pozostałe pięć jednostek tego typu zbudowano w stoczni Marinearsenal w Poli.
Okręt został zbudowany w stoczni Schichau w Elblągu . Wodowanie odbyło się w marcu 1889 roku.

## Dane taktyczno-techniczne
Okręt był niewielkim torpedowcem o długości na wodnicy 36,9 metra, szerokości 4,8 metra i zanurzeniu 1,9 metra . Wyporność normalna wynosiła 64 tony . Okręt napędzany był przez maszynę parową o mocy 750 KM, do której parę dostarczał jeden kocioł lokomotywowy . Jednośrubowy układ napędowy pozwalał osiągnąć prędkość 20,3 węzła .
Okręt wyposażony był w dwie wyrzutnie torped kalibru 356 mm: stałą dziobową i obracalną rufową . Uzbrojenie artyleryjskie stanowiły dwa pojedyncze działka pokładowe kal. 37 mm SFK L/23 Hotchkiss .
Załoga okrętu składała się z 16 osób .

## Służba
Torpedowiec został ukończony i wcielony do służby w Kaiserliche und Königliche Kriegsmarine w 1889 roku . W 1890 roku w marynarce austro-węgierskiej wprowadzono podział torpedowców na klasy, w wyniku którego Tb XXXIV został przyporządkowany do II klasy. W 1908 roku z okrętu zdemontowano jedną wyrzutnię torpedową . W kwietniu 1910 roku na podstawie zarządzenia o normalizacji nazw dokonano zmiany oznaczenia jednostki na Tb 44 . Okręt wycofano ze służby w marynarce w 1912 roku, po czym przekazano Armii. Jednostka otrzymała nazwę „Mamula” i używana była jako tender w Zatoce Kotorskiej.